# 多治見インターチェンジ
多治見インターチェンジ（たじみインターチェンジ）は、岐阜県多治見市にある中央自動車道のインターチェンジである。
2025年（令和7年）4月8日より料金所がETC専用になっている。

## 道路
- E19 中央自動車道（31番）

## 接続する道路
- 国道248号
  - 国道19号 多治見バイパス

## 料金所
- ブース数：6

### 入口
- ブース数：2　
  - ETC専用：1　
  - ETC/サポート：1

### 出口
- ブース数：4　
  - ETC専用：2　
  - サポート：2

## 周辺
- JR東海 太多線 小泉駅（最寄り）
- JR東海 中央本線・太多線 多治見駅
- 多治見市消防本部北消防署
- 多治見警察署
- 多治見郵便局
- 多治見市文化会館
- 岐阜県東濃西部総合庁舎
- 虎渓山永保寺
- 虎渓公園
- 名鉄多治見緑台
- 多治見カントリークラブ
- 多治見美濃焼卸センター
  - こども陶器博物館
- 東京靴流通センター多治見インター店
- 多治見西高等学校・附属中学校
- イオンモール土岐

## 多治見バスストップ

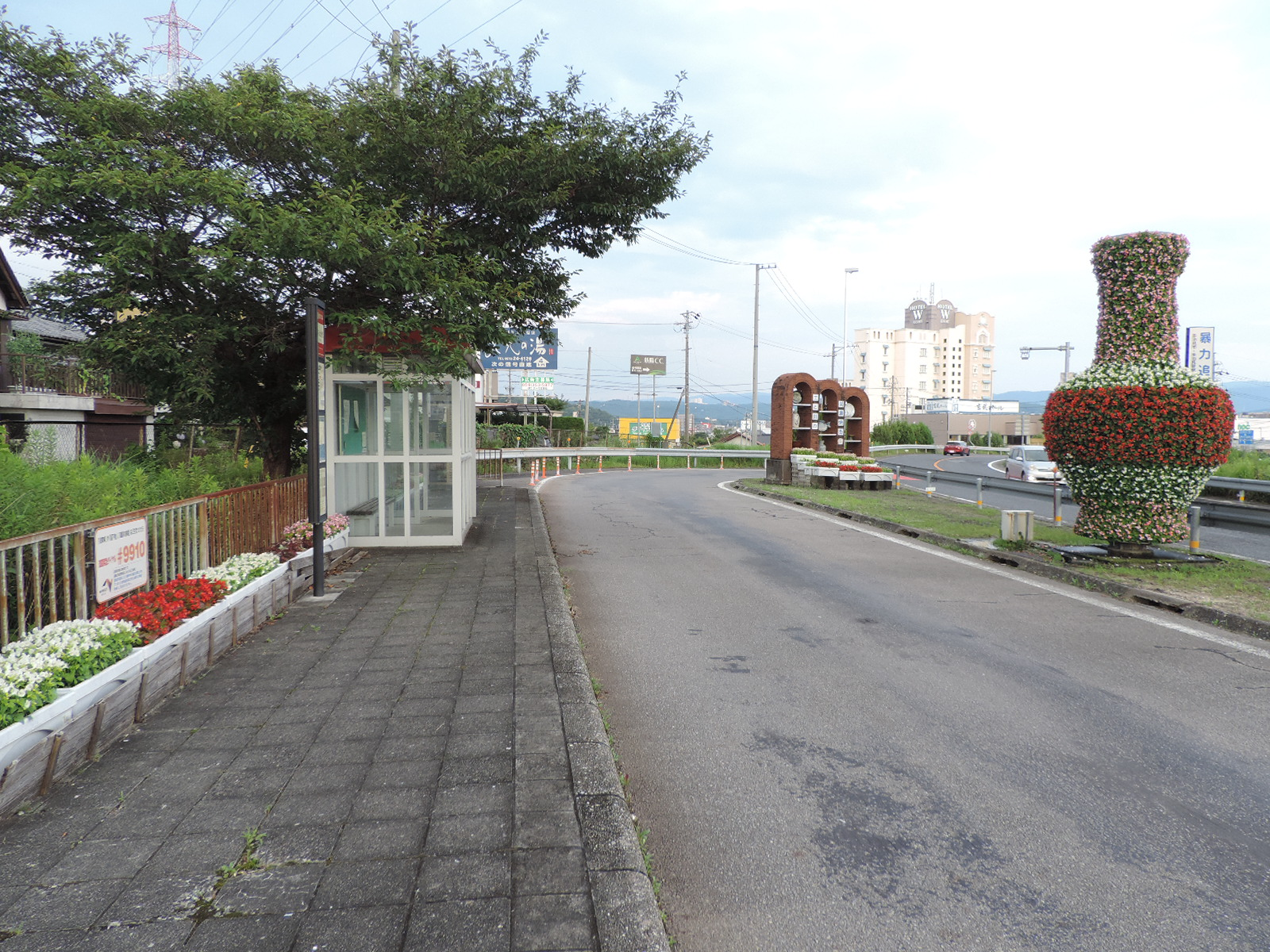
バスストップ全景

多治見インターバスストップは、多治見インターチェンジに併設されている中央自動車道のバス停留所である。料金所を出たすぐのところにある。

### 停車する路線
- 中央道高速バス（中央高速バス）
  - 新宿・名古屋線
瑞浪天徳BS - 多治見BS - 桃花台BS
  - 飯田・昼神温泉・栄・名古屋線
土岐BS - 多治見BS - 桃花台BS

### バス停へのアクセス
- JR多治見駅北口から東濃鉄道バス、「金岡町4」バス停から徒歩8分。

## 隣
E19 中央自動車道
(30)土岐IC/BS - (30-1)土岐JCT - (PA)虎渓山PA（上り線のみ） - (31)多治見IC/BS - (PA)内津峠PA - (32)小牧東IC